# Charisma Records

Firmenlogo: Der Hutmacher von Sir John Tenniel

Charisma Records war ein englisches Plattenlabel, das von 1968 bis 1986 existierte.

## Labelgeschichte
Tony Stratton-Smith (1933–1987) gründete das Label im Jahr 1968 unter dem Namen The Famous Charisma Label. Zuvor hatte er sich als Manager von Bands wie The Nice,
The Creation und The Bonzo Dog Doo-Dah Band einen Namen gemacht. Sein Label gab vorwiegend bis dahin unbekannten
Künstlern die Chance, ihre Musik einer breiten Öffentlichkeit zu präsentieren und stand auch deren erfolglose Zeiten durch.
Stratton-Smith hatte ein gutes Gespür für den progressiven Markt, seine Verpflichtung von Genesis, Lindisfarne, Van der Graaf Generator, The Nice, Rare Bird, Audience, Refugee, Brand X und vielen weiteren Bands war richtungsweisend und erfolgreich.
Den ersten Single-Hit für Charisma landete 1970 Rare Bird mit dem Stück Sympathy, während die LP Fog On The Tyne der Gruppe Lindisfarne 1971 erstmals die Spitzenposition der englischen Charts erreichte. In den folgenden Jahren brachte schließlich Genesis dem Label den größten kommerziellen Erfolg.
Stratton-Smith gab seinen Vertragspartnern auch für deren Soloprojekte die Chance zur Plattenveröffentlichung, zu nennen sind hier vor allem Peter Hammill (Van der Graaf Generator) sowie Peter Gabriel und Steve Hackett (beide von Genesis). Ferner hatte das Label auch „Sprechplatten“ im Angebot, darunter mehrere von Monty Python.
Insgesamt veröffentlichte Charisma 174 Langspielplatten und mehr als 400 Singles, gab aber auch Bücher heraus und produzierte
Filme. Einprägsam war das Firmenlogo, das z. B. die Labels der Platten zierte: Eine Zeichnung des verrückten Hutmachers (und anderer Elemente) aus Alice im Wunderland von John Tenniel.
1985 wurde Charisma Records an Richard Bransons Virgin Records verkauft, weil sich Stratton-Smith auf Filmproduktionen konzentrieren wollte. Dazu kam es nicht mehr, weil er 1987 verstarb.
In den Jahren 1970 bis 1984 wurden die Veröffentlichungen von Charisma in Deutschland bei
Phonogram vertrieben.

## Diskografie

### Alben

#### 1969
- CAS 1001 Merrill Moore Tree Top Tall
- CAS 1002 Dion & The Belmonts Together Again
- CAS 1003 Pacific Gas & Electric Get It On
- CAS 1004 Victims of Chance The Victims of Chance[1]
- CAS 1005 Rare Bird
- CAS 1006 nicht bekannt

#### 1970
- CAS 1007 Van der Graaf Generator The Least We Can Do Is Wave to Each Other
- CAS 1008 Joseph Eger Classical Heads
- CAS 1009 Gordon Turner Meditation
- CAS 1010 Atomic Rooster
- CAS 1011 Rare Bird As Your Mind Flies By
- CAS 1012 Audience Friend's Friend's Friend
- CAS 1013 unbekannt
- CAS 1014 The Nice Five Bridges
- CAS 1015 Keith Christmas Fable of the Wings
- CAS 1016 Harold McNair The Fence
- CAS 1017 Trevor Billmuss Family Apology
- CAS 1018 Jackson Heights King Progress
- CAS 1019 Shelagh McDonald Album
- CAS 1020 Genesis Trespass
- CAS 1021 Brian Davison's Every Which Way
- CAS 1022 Hannibal
- CAS 1023 Carol Grimes & Delivery Fool's Meeting
- CAS 1024 Steamhammer Mountains
- CAS 1025 Lindisfarne Nicely Out Of Tune
- CAS 1026 Atomic Rooster Death Walks Behind You
- CAS 1027 Van der Graaf Generator H to He, Who Am the Only One

#### 1971
- CAS 1028 Everyone
- CAS 1029 Steeleye Span Please to See the King
- CAS 1030 The Nice Elegy
- CAS 1031 Ginhouse
- CAS 1032 Audience The House on the Hill
- CAS 1033 Marc Ellington Rains/Reins of Changes
- CAS 1034 Andy Roberts Home Grown
- CAS 1035 Tim Hart & Maddy Prior Summer Solstice
- CAS 1036 Birth Control
- CAS 1037 Peter Hammill Fool's Mate
- CAS 1038 Wishful Thinking Hiroshima
- CAS 1039 Atacama
- CAS 1040 Leigh Stephens And A Cast of Thousands
- CAS 1041 Keith Christmas Pygmy
- CAS 1042 Spirogyra St. Radigunds
- CAS 1043 Shelagh McDonald Stargazer
- CAS 1044 Paul Kent
- CAS 1045 Harold McNair
- CAS 1046 Martin Carthy & Dave Swarbrick
- CAS 1047 unbekannt
- CAS 1048 unbekannt
- CAS 1049 Monty Python Another Monty Python Record
- CAS 1050 Lindisfarne Fog on the Tyne
- CAS 1051 Van der Graaf Generator Pawn Hearts
- CAS 1052 Genesis Nursery Cryme
- CAS 1053 Bell + Arc

#### 1972
- CAS 1054 Audience Lunch
- CAS 1055 Spread Eagle The Piece of Paper
- CAS 1056 Capability Brown From Scratch
- CAS 1057 Lindisfarne Dingly Dell
- CAS 1058 Genesis Foxtrot
- CAS 1059 Bo Hansson Lord of the Rings
- CAS 1060 Atacama As The Sun Burns Up Above
- CAS 1061 Graham Bell
- CAS 1062 String Driven Thing
- CAS 1063 Monty Python Monty Python's Previous Record
- CAS 1064 Jo'burg Hawk
- CAS 1065 Darien Spirit Elegy to Marilyn
- CAS 1066 Clifford T. Ward Home Thoughts
- CAS 1067 Peter Hammill Chameleon in the Shadow of the Night
- CAS 1068 Capability Brown Voice
- CAS 1069 Alan Hull Pipe Dream
- CAS 1070 String Driven Thing The Machine That Cried
- CAS 1071 Hot Thumbs O'Riley
- CAS 1073 Bo Hansson Magician's Hat
- CAS 1075 unbekannt
- CAS 1076 Lindisfarne Roll On Ruby
- CAS 1077 Clifford T. Ward Mantle Pieces
- CAS 1078 Various Artists The Parlour Song Book
- CAS 1079 Doggerel Bank Silver Faces
- CAS 1080 Monty Python The Monty Python Matching Tie & Handkerchief
- CAS 1081 unbekannt
- CAS 1082 National Youth Jazz Orchestra

#### 1973
- CAS 1072 Le Orme Felona & Sorona
- CAS 1074 Genesis Selling England by the Pound
- Genesis Live

#### 1974
- CAS 1083 Peter Hammill The Silent Corner and the Empty Stage
- CAS 1084 Robert John Godfrey The Fall of Hyperion
- CAS 1085 Jack the Lad
- CAS 1086 Sir John Betjeman Betjeman's Banana Blush
- CAS 1087 Refugee
- CAS 1088 Bernard Haitink / Concertgebouw-Orchester- Original Soundtrack
- CAS 1089 Peter Hammill In Camera
- CAS 1090 Bert Jansch L.A. Turnaround
- CAS 1091 Gary Shearston Dingo
- CAS 1092 Unicorn Blue Pine Trees
- CAS 1093 unbekannt
- CAS 1094 Jack the Lad The Old Straight Track
- CAS 1095 G. T. Moore & the Reggae Guitars
- CAS 1096 Sir John Betjeman Late Flowering Love
- CAS 1097 String Driven Thing Please Mind Your Head
- Genesis The Lamb Lies Down on Broadway

#### 1975
- CAS 1098 Clifford T. Ward Escalator
- CAS 1099 Peter Hammill Nadir’s Big Chance
- CAS 1100 unbekannt
- CAS 1101 Sampler – Beyond An Empty Dream
- CAS 1102 Doggerel Bank Mr Skillicorn Dances
- CAS 1103 Monty Python Holy Trail
- CAS 1104 Howard Werth & The Moonbeams King Brilliant
- CAS 1105 G. T. Moore & the Reggae Guitars Reggae Blue
- CAS 1106 Gary Shearston The Greatest Stone on Earth and other Two Bob Wonders
- CAS 1107 Bert Jansch Santa Barbara Honeymoon
- CAS 1108 Lindisfarne Finest Hour
- CAS 1109 Van der Graaf Generator Godbluff
- CAS 1110 Jack the Lad Rough Diamond
- CAS 1111 Steve Hackett Voyage of the Acolyte

#### 1976
- CAS 1112 String Driven Thing Keep Yer 'and On It
- CAS 1113 Bo Hansson Attic Thoughts
- CAS 1114 Robert MacLeod Between the Poppy and the Snow
- CAS 1115 unbekannt
- CAS 1116 Van der Graaf Generator Still Life
- CAS 1117 Brand X Unorthodox Behaviour
- CAS 1118 Chris White Mouth Music
- CAS 1119 R. D. Livingstone Home From Home
- CAS 1120 Van der Graaf Generator World Record
- CAS 1121 Paul Ryan Scorpio Rising
- CAS 1122 A. F. T. Automatic Fine Tuning
- CAS 1123 Barry Humphries Housewife Superstar
- Genesis A Trick of the Tail

#### 1977
- CAS 1124 Adrian Wagner Instincts
- CAS 1125 Peter Hammill Over
- CAS 1126 Brand X Morroccan Roll
- CAS 1127 Bert Jansch A Rare Conundrum
- CAS 1128 Joseph Eger / London Philharmonic Orchestra 20th Century Classics: Shostakovic
- CAS 1129 Joseph Eger / London Philharmonic Orchestra 20th Century Classics: Stravinsky
- CAS 1130 Sir John Betjeman Betjeman's Britain
- CAS 1131 Van der Graaf The Quiet Zone/The Pleasure Dome
- CAS 1132 Bo Hansson Music Inspired by Watership Down
- CAS 1133 Pacific Eardrum
- CAS 1134 Monty Python The Monty Python Instant Record
- Genesis Wind & Wuthering
- Genesis Seconds Out
- Peter Gabriel Peter Gabriel (Car)

#### 1978
- CAS 1135 Adrian Wagner The Last Inca
- CAS 1136 Pacific Eardrum Beyond Panic
- CAS 1137 Peter Hammill The Future Now
- CAS 1138 Brand X Masques
- CAS 1139 Vivian Stanshall Sir Henry at Rawlinson's End
- CAS 1140 Barry Humphries The Sound of Edna
- CAS 1141 R. D. Laing (words) & Ken Howard & Alan Blaikley (music) Life Before Death
- CAS 1142 Blue Max
- Genesis And Then There Were Three
- Peter Gabriel Peter Gabriel (Scratch)

#### 1979
- CAS 1143 Link Wray Bullshot
- CAS 1144 Darlin Put It Down to Experience
- CAS 1145 Dazzlers
- CAS 1146 Peter Hammill pH7
- CAS 1147 Brand X Product
- CAS 1148 Tony Banks A Curious Feeling
- CAS 1149 Mike Rutherford Smallcreep's Day
- CAS 1150 Phoenix In Full View
- CAS 1151 Brand X Do They Hurt?
- CAS 1152 Monty Python Monty Python's Contractual Obligation Album

#### 1980
- Genesis Duke
- Peter Gabriel Peter Gabriel (Melt)

#### 1981
- CAS 1153 Vivian Stanshall Teddy Boys Don't Knit
- CAS 1154 Sir John Betjeman Varsity Rag
- CAS 1155 Afraid of Mice
- CAS 1156 unbekannt
- Genesis Abacab

#### 1982
- CAS 1157 John Arlott John Arlott Talks Cricket
- Genesis Three Sides Live
- Genesis Four Sides Live („Limited Edition“ von Three Sides Live)
- Peter Gabriel Peter Gabriel (Security)

#### 1983
- CAS 1158 Michael Nyman The Draughtman's Contract – Original Soundtrack
- CAS 1159 Various Artists Songs for a Modern Church
- CAS 1160 Peter O'Sullevan Peter O'Sullevan Talks Turf
- CAS 1161 The Opposition Intimacy
- CAS 1162 Rick Wakeman G'Ole! - Original Soundtrack
- CAS 1163 Rick Wakeman Cost of Living
- CAS 1164 Unity Heat Your Body Up
- Genesis Genesis

#### 1984
- CAS 1165 Alexis Korner Juvenile Delinquent
- CAS 1166 Peter Hammill The Love Songs

#### 1985
- CAS 1167 Peter Gabriel Music from the Film Birdy
- CAS 1168 Mercy Ray Swoop, Swoop, Rock, Rock

#### 1986
- CAS 1169 World’s Famous Supreme Team Rappin'
- CAS 1170 Malcolm McLaren Swamp Thing
- CAS 1171 Julian Lennon The Secret Value of Daydreaming
- CAS 1172 Keep It Dark First Down & Ten
- CAS 1173 Tony Banks Soundtracks
- CAS 1174 Twelfth Night X
- PG 5     Peter Gabriel So

#### 1995
- Van der Graaf Generator Present

### Singles

#### 1969
- CB 100 Merrill Moore: Sweet Mama Tree Top Tall/Little Green Apples
- CB 101 James Carr: Freedom Train/That's The Way Love Turned Out For Me
- CB 102 Bob & Earl: Dancin' Everywhere/Baby It's Over
- CB 103 The Kentuckians: Pop-A-Top/How’d We Ever Get This Way
- CB 104 Horace Faith: Spinning Wheel/Like I Used To Do
- CB 105 Jackie Lee & Dolores: Hall
- CB 106 Clyde McPhatter: Denver/Tell Me
- CB 107 Aaron Neville: Tell It Like It Is/Why Worry
- CB 108 nicht bekannt
- CB 109 nicht bekannt
- CB 110 Don Fox: You Belong To My Heart/Once In A While
- CB 111 Simon K: You Know I Do/Bring Your Love Back
- CB 112 The House of Lords: In The Land Of Dreams/Ain't Gonna Wait Forever
- CB 113 Gingerbread: How Are You/Easy Girl
- CB 114 Wild Angels: Buzz Buzz/Please Don't Touch
- CB 115 Paul Gardner: Dry Ice Running To The Convent/Nowhere To Go
- CB 116 Topo D. Bill: Witchi-Tai-To (Jim Pepper)/Jam
- CB 117 Jill Day: I’ll Think About You/The Way Of Love
- CB 118 Johnny Arthey Orchestra: Serenade To Summer/Star Shine
- CB 119 The Forum: The River Is Wide/I Fall In Love All Over Again

#### 1970
- CB 120 Rare Bird Sympathy/Devil's High Concern
- CB 121 Atomic Rooster Friday the 13th/Banstead
- CB 122 Van der Graaf Generator Refugees/Boat of Millions of Years
- CB 123 Wild Angels Sally Ann/Wrong Number Try Again
- CB 124 Bennett & Evans No, No, You Don't Know/The Path is Hard to Follow
- CB 125 Freddie Notes & the Rudies It Came Out Of The Sky/Well Oh Well
- CB 126 Audience Belladonna Moonshine/The Big Spell
- CB 127 Sweet Salvation Honey Man/Freedom City
- CB 128 Ray Morgan The Long and Winding Road/Sweetest Wine
- CB 129 Carol Grimes & Delivery Lucky Harry/Homemade Ruin
- CB 130 Trevor Billmuss Whoops Amour/Sunday Afternoon in Belgrave Square
- CB 131 Atomic Rooster Tomorrow Night/Play the Game
- CB 132 The Nice Country Pie/One of Those People
- CB 133 Friendship The World Is Going To Be A Better Place/A Million Hearts
- CB 134 Lewis Rich The Prophet/Freedom City
- CB 135 Ray Morgan Barefoot Days/Love Doesn't Change
- CB 136 Sweet Salvation Honey Man/Crucifix, Swastika And Star
- CB 137 Lindisfarne Clear White Light/Knackers Yard Blues
- CB 138 Rare Bird What You Want To Know/Hammerhead
- CB 139 The Weathermen It's the Same Old Song/Why Should I Fight
- CB 140 Ray Morgan No More Tears/Wheel Keeps Turning

#### 1971
- CB 141 Audience Indian Summer/It Brings A Tear/Priestess
- CB 142 Redwood Didn't I(Blow Your Mind)/Homemade Happy Day
- CB 143 nicht bekannt
- CB 144 nicht bekannt
- CB 145 Wild Angels Three Night A Week/Time To Kill
- CB 146 Everyone Trouble At The Mill/Radio Lady
- CB 147 The Weathermen Honey Bee(Keep On Stinging Me)/Anarchy Rock
- CB 148 Emperor Rosko Customs Man/Take It In Your Stride
- CB 149 Arnold Corns (David Bowie) Moonage Daydream/Hang on to Yourself
- CB 150 Ray Morgan Let's Fall In Love Again/The Path Is Hard To Follow
- CB 151 Bitch Laughing/House Where I Live
- CB 152 Genesis The Knife (Part 1)/The Knife (Part 2)
- CB 153 Lindisfarne Lady Eleanor/Nothing But the Marvelous is Beautiful 1971
- CB 154 The Herd You’ve Got Me Hanging From Your Lovin’ Tree/I Don’t Wanna Go To Sleep Again
- CB 155 Rock 'n Roll All-Stars Baby Can You Feel It/It Keeps Raining
- CB 156 Audience You're Not Smiling/Eye to Eye 1971
- CB 157 Atomic Rooster Devil's Answer/The Rock
- CB 158 Trevor Billmuss English Pastures/Fishing Songs
- CB 159 Gary Charles You've Been Away Too Long/Lovely Linda
- CB 160 Jo Taylor The Junkman's Serenade/You Fooled Me
- CB 161 Marc Ellington Alligator Man/Song For A Friend
- CB 162 The Weathermen Fine Together Stomp/Fred Parsons, Jim Flynn, Waxie Maxie & All
- CB 163 Friendship Stop Living Alone/Friends Make Living What It Is
- CB 164 Steeleye Span Rave On/Reels/Female Drummer
- CB 165 Paul Kent Do You/Helpless Harry
- CB 166 Mother Nature Orange Days and Purple Night/Where Did She Go
- CB 167 Ray Morgan Friend Lover Woman Wife/Burning Bridges
- CB 168 Jawbone Jug Band Jailhouse Rock/Jugband Music
- CB 169 Wishful Thinking Lu La Le Lu/We're Gonna Change All This
- CB 170 Bell + Arc She Belongs To Me/Dawn

#### 1972
- CB 171 Rock 'n Roll All-Stars Boney Moronie-Get It On-Rip it Up / Bye Bye Love-Let's Work Together
- CB 172 Jimmy Justice English Rose/Burgundy, Port & Red Wine
- CB 173 Lindisfarne Meet Me on the Corner/Scotch Mist/No Time To Lose
- CB 174 Gary Charles Love Into My Life/When You Run Out of Breath
- CB 175 Van der Graaf Generator Theme One/W
- CB 176 New York Public Library Whei Ling Ty Luu/Boozy Queen
- CB 177 Fickle Pickle American Pie/Blown Away
- CB 178 Fickle Pickle California Calling/Doctor Octopus
- CB 179 Rare Bird Sympathy/Devil's High Concern/What You Want To Know/Hammerhead
- CB 180 Martyn Lake Changes/Bad Jo Jo
- CB 181 Genesis Happy The Man/Seven Stones
- CB 182 Combined Supporters Club We Are The Champions, Part 1/Part 2
- CB 183 Spreadeagle How Can We Be Lost/Nightmare
- CB 184 Wishful Thinking Clear White Light/Hiroshima
- CB 185 Audience Stand by the Door/Thunder and Lightning
- CB 186 Ray Morgan Let's Go Where The Good Times Go/San Diego
- CB 187 A & A North Rosemary/Travelling Band
- CB 188 Johnny Arthey Orchestra Serenade To Summertime/Star Shine
- CB 189 Arnold Corns (David Bowie) Hang on to Yourself/Man in the Middle
- CB 190 Jawbone Gotta Go/Automobile Blues
- CB 191 Lindisfarne All Fall Down/We Can Swing Together
- CB 192 Monty Python Spam Song/The Concert
- CB 193 Capability Brown Wake Up Little Sister/Windfall
- CB 194 Jo'burg Hawk Orang Outang/Dark Side of the Moon
- CB 195 String Driven Thing Eddie/Hooked on the Road
- CB 196 Audience Raviole/Hard Cruel World
- CB 197 The Group Bovver Boys/Piraeus Football Club/An Open Letter to George Best
- CB 198 Brother Universe Christmas Carols/We Three Kings
- CB 199 Lindisfarne Court in the Act/Don't Ask Me
- CB 200 Monty Python with Neil Innes Eric the Half A Bee/We Love the Yangtze
- CB 200 Arnold Corns Man in the Middle/Moonage Daydream/Hang on to Yourself
- CB 201 Graham Bell Too Many People/Before You're A Man

## Bücher (Auswahl)
- Pete Frame: Rock Family Trees
- Alan Hull: The Mocking Horse
- Peter Hammill: Killers, Angels, Refugees
- Tony Stratton-Smith: The Rebel Nun
- Vivian Stanshall: Sir Henry At Rawlinson End

## Filme (Auswahl)
- Sir Henry At Rawlinson End